# Distretto di Ostróda
Il distretto di Ostróda (in polacco powiat ostródzki) è un distretto polacco appartenente al voivodato della Varmia-Masuria.

## Geografia antropica

### Suddivisioni amministrative
Il distretto comprende 9 comuni.
- Comuni urbani: Ostróda
- Comuni urbano-rurali: Miłakowo, Miłomłyn, Morąg
- Comuni rurali: Dąbrówno, Grunwald, Łukta, Małdyty, Ostróda